# Takako Iida
Takako Iida (japonès: 飯田高子)  (Yatomi, 3 de febrer de 1946) va ser una jugadora de voleibol japonesa que va competir durant la dècada de 1970.
El 1972 va prendre part en els Jocs Olímpics de Múnic, on guanyà la medalla d'or en la competició de voleibol. Quatre anys més tard, als Jocs de Mont-real, guanyà la medalla d'or en la mateixa prova.
En el seu palmarès també destaca una medalla d'or al Campionat del Món de voleibol de 1974 i una de plata al de 1970 i a la Copa del Món de voleibol de 1973.